# Arcos de la Llana
Arcos de la Llana település Spanyolországban, Burgos tartományban. Arcos de la Llana Albillos, Villagonzalo Pedernales, Villariezo, Sarracín, Cogollos, Villangómez, Estépar és Cayuela községekkel határos. Lakosainak száma 1835 fő (2024).

## Népesség
A település lakosságának változását az alábbi diagram mutatja:
| Lakosok száma | 283  | 502  | 643  | 1071 | 1331 | 1525 | 1594 | 1734 | 1816 | 1835 |
|               | 2001 | 2004 | 2006 | 2009 | 2011 | 2014 | 2016 | 2019 | 2021 | 2024 |